# Chińska Republika Ludowa na Zimowych Igrzyskach Olimpijskich 2022
Chińska Republika Ludowa na Zimowych Igrzyskach Olimpijskich 2022 – występ kadry sportowców reprezentujących Chińską Republikę Ludową na igrzyskach olimpijskich, które odbyły się w Pekinie, w Chińskiej Republice Ludowej, w dniach 4-20 lutego 2022 roku.
Reprezentacja Chińskiej Republiki Ludowej liczyła stu osiemdziesięcioro dwoje zawodników – osiemdziesiąt pięć kobiet i dziewięćdziesięciu siedmiu mężczyzn, którzy wystąpili we wszystkich 15 dyscyplinach. Wzięli oni udział w 102 z 109 konkurencji.
Był to dwunasty start Chińskiej Republiki Ludowej na zimowych igrzyskach olimpijskich. Po raz pierwszy wystąpiła ona w roli gospodarza.

## Zdobyte medale
Chińczycy zdobyli 15 medali - 9 złotych, 4 srebrne i 2 brązowe medale w 6 dyscyplinach. Najwięcej - 5, w tym 4 złote, wywalczyli narciarze dowolni. Na drugim miejscu z 4 medalami (w tym 2 złotymi) byli shorttrackiści. Mężczyźni zdobyli 7 medali - 4 złote, 2 srebrne i 1 brązowy. Kobiety wywalczyły 5 medali - 3 złote, 1 srebrny i 1 brązowy. Pozostałe 3 medale (2 złote i 1 srebrny) były zasługą drużyn mieszanych.
Najbardziej utytułowanym chińskim zawodnikiem igrzysk została narciarka dowolna Eileen Gu – dwukrotna mistrzyni i jednokrotna wicemistrzyni olimpijska w 2022.
Był to najlepszy start reprezentacji Chińskiej Republiki Ludowej w jej dotychczasowej, 42-letniej historii występów na zimowych igrzyskach olimpijskich.
| Data      | Medal  | Zawodnik                                                  | Dyscyplina           | Konkurencja                          |
| --------- | ------ | --------------------------------------------------------- | -------------------- | ------------------------------------ |
| 5 lutego  | Złoto  | Qu Chunyu Fan Kexin Wu Dajing Ren Ziwei Zhang Yuting      | Short track          | sztafeta mieszana                    |
| 7 lutego  | Złoto  | Ren Ziwei                                                 | Short track          | 1000 m mężczyzn                      |
| 7 lutego  | Srebro | Li Wenlong                                                | Short track          | 1000 m mężczyzn                      |
| 7 lutego  | Srebro | Su Yiming                                                 | Snowboarding         | slopestyle mężczyzn                  |
| 8 lutego  | Złoto  | Eileen Gu                                                 | Narciarstwo dowolne  | big air kobiet                       |
| 10 lutego | Srebro | Xu Mengtao Jia Zongyang Qi Guangpu                        | Narciarstwo dowolne  | skoki akrobatyczne drużyn mieszanych |
| 11 lutego | Brąz   | Yan Wengang                                               | Skeleton             | ślizg mężczyzn                       |
| 12 lutego | Złoto  | Gao Tingyu                                                | Łyżwiarstwo szybkie  | 500 m mężczyzn                       |
| 13 lutego | Brąz   | Han Yutong Qu Chunyu Fan Kexin Zhang Yuting Zhang Chutong | Short track          | sztafeta kobiet                      |
| 14 lutego | Złoto  | Xu Mengtao                                                | Narciarstwo dowolne  | skoki akrobatyczne kobiet            |
| 15 lutego | Złoto  | Su Yiming                                                 | Snowboarding         | big air mężczyzn                     |
| 15 lutego | Srebro | Eileen Gu                                                 | Narciarstwo dowolne  | slopestyle kobiet                    |
| 16 lutego | Złoto  | Qi Guangpu                                                | Narciarstwo dowolne  | skoki akrobatyczne mężczyzn          |
| 18 lutego | Złoto  | Eileen Gu                                                 | Narciarstwo dowolne  | halfpipe kobiet                      |
| 19 lutego | Złoto  | Sui Wenjing Han Cong                                      | Łyżwiarstwo figurowe | pary sportowe                        |

## Reprezentanci

### Biathlon
| Zawodnik                                            | Konkurencja                | Strzelanie                           | Czas                                      | Strata   | Miejsce | Źródło |
| --------------------------------------------------- | -------------------------- | ------------------------------------ | ----------------------------------------- | -------- | ------- | ------ |
| Cheng Fangming                                      | bieg indywidualny mężczyzn | 6 (2+1+0+3)                          | 56:07,8                                   | +7:20,4  | 69.     | [ 1 ]  |
| Cheng Fangming                                      | bieg masowy mężczyzn       | 4 (4+0+0+0)                          | 44:26,8                                   | +6:12,4  | 30.     | [ 1 ]  |
| Cheng Fangming                                      | bieg pościgowy mężczyzn    | 4 (1+2+1+0)                          | 43:30,4                                   | +4:22,9  | 22.     | [ 1 ]  |
| Cheng Fangming                                      | sprint mężczyzn            | 1 (0+1)                              | 25:53,3                                   | +1:52,9  | 32.     | [ 1 ]  |
| Chu Yuanmeng                                        | bieg indywidualny kobiet   | 2 (0+0+0+2)                          | 48:58,8                                   | +4:46,1  | 35.     | [ 2 ]  |
| Chu Yuanmeng                                        | sprint kobiet              | 2 (1+1)                              | 23:32,6                                   | +2:48,3  | 61.     | [ 2 ]  |
| Ding Yuhuan                                         | bieg indywidualny kobiet   | 5 (2+1+0+2)                          | 54:14,6                                   | +10:01,9 | 81.     | [ 3 ]  |
| Ding Yuhuan                                         | sprint kobiet              | 2 (1+1)                              | 24:33,1                                   | +3:48,8  | 76.     | [ 3 ]  |
| Meng Fanqi                                          | bieg indywidualny kobiet   | 2 (0+0+0+2)                          | 49:56,5                                   | +5:43,8  | 47.     | [ 4 ]  |
| Meng Fanqi                                          | sprint kobiet              | 1 (1+0)                              | 23:33,7                                   | +2:49,4  | 62.     | [ 4 ]  |
| Tang Jialin                                         | bieg indywidualny kobiet   | 4 (1+1+1+1)                          | 51:16,0                                   | +7:03,3  | 59.     | [ 5 ]  |
| Tang Jialin                                         | bieg pościgowy kobiet      | 4 (1+0+1+2)                          | 41:48,3                                   | +7:01,4  | 53.     | [ 5 ]  |
| Tang Jialin                                         | sprint kobiet              | 1 (1+0)                              | 23:03,5                                   | +2:19,2  | 35.     | [ 5 ]  |
| Yan Xingyuan                                        | bieg indywidualny mężczyzn | 3 (1+1+1+0)                          | 53:40,6                                   | +4:53,2  | 39.     | [ 6 ]  |
| Yan Xingyuan                                        | bieg pościgowy mężczyzn    | 5 (2+1+1+1)                          | 45:30,2                                   | +6:22,7  | 41.     | [ 6 ]  |
| Yan Xingyuan                                        | sprint mężczyzn            | 1 (1+0)                              | 26:16,7                                   | +2:16,3  | 40.     | [ 6 ]  |
| Zhang Chunyu                                        | bieg indywidualny mężczyzn | 12 (2+4+5+1)                         | 1:07:12,2                                 | +18:24,8 | 92.     | [ 7 ]  |
| Zhang Chunyu                                        | sprint mężczyzn            | 1 (0+1)                              | 27:14,2                                   | +3:13,8  | 76.     | [ 7 ]  |
| Zhu Zhenyu                                          | bieg indywidualny mężczyzn | 4 (1+2+1+0)                          | 58:42,6                                   | +9:55,2  | 83.     | [ 8 ]  |
| Zhu Zhenyu                                          | sprint mężczyzn            | 3 (2+1)                              | 27:28,6                                   | +3:28,2  | 81.     | [ 8 ]  |
| Tang Jialin Chu Yuanmeng Ding Yuhuan Meng Fanqi     | sztafeta kobiet            | 0+0 0+1 0+0 1+3 0+0 0+0 1+5          | 18:05,2 18:37,9 19:44,2 1:16:11,5         | +5:07,6  | 12.     | [ 9 ]  |
| Cheng Fangming Yan Xingyuan Zhu Zhenyu Zhang Chunyu | sztafeta mężczyzn          | 0+1 0+0 0+2 2+3 0+1 0+3 0+1 0+0 0+12 | 19:15,9 19:46,1 16:20,4 16:05,7 1:11:28,1 | +4:42,5  | 16.     | [ 10 ] |
| Meng Fanqi Chu Yuanmeng Yan Xingyuan Cheng Fangming | sztafeta mieszana          | 0+0 0+3 0+3 0+2 0+0 0+2 2+14         | 17:49,8 19:05,0 15:32,8 15:32,6 1:08:00,2 | +1:14,6  | 15.     | [ 11 ] |

### Biegi narciarskie
| Zawodnik                                         | Konkurencja                | Kwalifikacje | Kwalifikacje | Ćwierćfinały | Ćwierćfinały | Półfinały | Półfinały | Finał                                   | Finał   | Źródło |
| Zawodnik                                         | Konkurencja                | Czas         | Miejsce      | Czas         | Miejsce      | Czas      | Miejsce   | Czas                                    | Miejsce | Źródło |
| ------------------------------------------------ | -------------------------- | ------------ | ------------ | ------------ | ------------ | --------- | --------- | --------------------------------------- | ------- | ------ |
| Hadesi Badelihan                                 | bieg indywidualny mężczyzn | —            | —            | —            | —            | —         | —         | 42:48,1                                 | 57.     | [ 12 ] |
| Hadesi Badelihan                                 | bieg łączony mężczyzn      | —            | —            | —            | —            | —         | —         | LAP                                     | 50.     | [ 12 ] |
| Hadesi Badelihan                                 | bieg masowy mężczyzn       | —            | —            | —            | —            | —         | —         | 1:19:45,9                               | 45.     | [ 12 ] |
| Chen Degen                                       | bieg łączony mężczyzn      | —            | —            | —            | —            | —         | —         | LAP                                     | 59.     | [ 13 ] |
| Chen Degen                                       | bieg masowy mężczyzn       | —            | —            | —            | —            | —         | —         | 1:18:14,1                               | 41.     | [ 13 ] |
| Chen Shuang                                      | DNS                        | DNS          | DNS          | DNS          | DNS          | DNS       | DNS       | DNS                                     | DNS     | [ 14 ] |
| Chi Chunxue                                      | bieg indywidualny kobiet   | —            | —            | —            | —            | —         | —         | 31:10,6                                 | 39.     | [ 15 ] |
| Chi Chunxue                                      | bieg łączony kobiet        | —            | —            | —            | —            | —         | —         | 49:08,3                                 | 34.     | [ 15 ] |
| Chi Chunxue                                      | sprint kobiet              | 3:25,31      | 38.          | NQ           | NQ           | NQ        | NQ        | NQ                                      | 38.     | [ 15 ] |
| Ciren Zhandui                                    | bieg indywidualny mężczyzn | —            | —            | —            | —            | —         | —         | 43:22,2                                 | 63.     | [ 16 ] |
| Ciren Zhandui                                    | sprint mężczyzn            | 3:03,22      | 60.          | NQ           | NQ           | NQ        | NQ        | NQ                                      | 60.     | [ 16 ] |
| Bayani Jialin                                    | bieg łączony kobiet        | —            | —            | —            | —            | —         | —         | 50:20,2                                 | 46.     | [ 17 ] |
| Bayani Jialin                                    | bieg masowy kobiet         | —            | —            | —            | —            | —         | —         | 1:39:14,8                               | 47.     | [ 17 ] |
| Bayani Jialin                                    | sprint kobiet              | 3:39,27      | 66.          | NQ           | NQ           | NQ        | NQ        | NQ                                      | 66.     | [ 17 ] |
| Li Xin                                           | bieg indywidualny kobiet   | —            | —            | —            | —            | —         | —         | 31:36,9                                 | 45.     | [ 18 ] |
| Li Xin                                           | bieg łączony kobiet        | —            | —            | —            | —            | —         | —         | 49:07,7                                 | 33.     | [ 18 ] |
| Liu Rongsheng                                    | bieg indywidualny mężczyzn | —            | —            | —            | —            | —         | —         | 41:51,7                                 | 47.     | [ 19 ] |
| Liu Rongsheng                                    | bieg łączony mężczyzn      | —            | —            | —            | —            | —         | —         | 1:24:59,6                               | 38.     | [ 19 ] |
| Liu Rongsheng                                    | bieg masowy mężczyzn       | —            | —            | —            | —            | —         | —         | 1:19:58,5                               | 48.     | [ 19 ] |
| Liu Rongsheng                                    | sprint mężczyzn            | 3:12,14      | 79.          | NQ           | NQ           | NQ        | NQ        | NQ                                      | 79.     | [ 19 ] |
| Ma Qinghua                                       | bieg indywidualny kobiet   | —            | —            | —            | —            | —         | —         | 31:52,3                                 | 50.     | [ 20 ] |
| Ma Qinghua                                       | sprint kobiet              | 3:25,05      | 36.          | NQ           | NQ           | NQ        | NQ        | NQ                                      | 36.     | [ 20 ] |
| Shang Jincai                                     | bieg indywidualny mężczyzn | —            | —            | —            | —            | —         | —         | 41:29,6                                 | 41.     | [ 21 ] |
| Shang Jincai                                     | bieg łączony mężczyzn      | —            | —            | —            | —            | —         | —         | 1:26:48,2                               | 49.     | [ 21 ] |
| Shang Jincai                                     | sprint mężczyzn            | 3:06,52      | 67.          | NQ           | NQ           | NQ        | NQ        | NQ                                      | 67.     | [ 21 ] |
| Wang Qiang                                       | bieg masowy mężczyzn       | —            | —            | —            | —            | —         | —         | 1:19:53,5                               | 46.     | [ 22 ] |
| Wang Qiang                                       | sprint mężczyzn            | 2:48,91      | 5. Q         | DSQ          | DSQ          | NQ        | NQ        | NQ                                      | 30.     | [ 22 ] |
| Dinige’er Yilamujiang                            | bieg indywidualny kobiet   | —            | —            | —            | —            | —         | —         | 32:23,8                                 | 56.     | [ 23 ] |
| Dinige’er Yilamujiang                            | bieg łączony kobiet        | —            | —            | —            | —            | —         | —         | 50:10,7                                 | 43.     | [ 23 ] |
| Dinige’er Yilamujiang                            | bieg masowy kobiet         | —            | —            | —            | —            | —         | —         | 1:50:04,2                               | 60.     | [ 23 ] |
| Dinige’er Yilamujiang                            | sprint kobiet              | 3:34,55      | 56.          | NQ           | NQ           | NQ        | NQ        | NQ                                      | 56.     | [ 23 ] |
| Chi Chunxue Li Xin                               | sprint drużynowy kobiet    | —            | —            | —            | —            | 23:43,93  | 5.        | NQ                                      | 11.     | [ 24 ] |
| Wang Qiang Shang Jincai                          | sprint drużynowy mężczyzn  | —            | —            | —            | —            | 20:12,40  | 7.        | NQ                                      | 13.     | [ 25 ] |
| Chi Chunxue Li Xin Jialin Bayani Ma Qinghua      | sztafeta kobiet            | —            | —            | —            | —            | —         | —         | 15:02,9 15:15,9 13:39,5 13:51,4 57:49,7 | 10.     | [ 26 ] |
| Shang Jincai Liu Rongsheng Wang Qiang Chen Degen | sztafeta mężczyzn          | —            | —            | —            | —            | —         | —         | 32:26,3 32:24,9 29:45,3 LAP             | 13.     | [ 27 ] |

### Bobsleje
| Zawodnik                                 | Konkurencja      | 1. przejazd | 1. przejazd | 2. przejazd | 2. przejazd | 3. przejazd | 3. przejazd | 4. przejazd | 4. przejazd | Suma    | Suma    | Źródło |
| Zawodnik                                 | Konkurencja      | Czas        | Miejsce     | Czas        | Miejsce     | Czas        | Miejsce     | Czas        | Miejsce     | Czas    | Miejsce | Źródło |
| ---------------------------------------- | ---------------- | ----------- | ----------- | ----------- | ----------- | ----------- | ----------- | ----------- | ----------- | ------- | ------- | ------ |
| Huai Mingming Wang Xuan                  | dwójki kobiet    | 1:01,88     | 11.         | 1:02,17     | 14.         | 1:02,11     | 12.         | 1:02,10     | 12.         | 4:08,26 | 11.     | [ 28 ] |
| Ying Qing Du Jiani                       | dwójki kobiet    | 1:01,92     | 14          | 1:02,19     | 15          | 1:02,29     | 17.         | 1:02,09     | 11.         | 4:08,49 | 14.     | [ 28 ] |
| Sun Kaizhi Wu Qingze                     | dwójki mężczyzn  | 1:00,04     | 19.         | 1:00,01     | 9.          | 59,99       | 13.         | 1:00,25     | 15.         | 4:00,29 | 14.     | [ 29 ] |
| Li Chunjian Liu Wei                      | dwójki mężczyzn  | 1:00,31     | 24.         | 1:00,36     | 18.         | 1:00,43     | 22.         | NQ          | NQ          | 3:01,10 | 22.     | [ 29 ] |
| Sun Kaizhi Wu Qingze Wu Zhitao Zhen Heng | czwórki mężczyzn | 59,38       | 18.         | 59,65       | 18.         | 59,47       | 19.         | 59,47       | 12.         | 3:57,97 | 16.     | [ 30 ] |
| Li Chunjian Ding Song Ye Jielong Shi Hao | czwórki mężczyzn | 59,31       | 16.         | 59,55       | 13.         | 59,46       | 18.         | 59,66       | 17.         | 3:57,98 | 17.     | [ 30 ] |
| Huai Mingming                            | monobob kobiet   | 1:05,18     | 6           | 1:05,72     | 9           | 1:05,71     | 7           | 1:05,97     | 8           | 4:22,58 | 6.      | [ 31 ] |
| Ying Qing                                | monobob kobiet   | 1:05,16     | 5           | 1:05,99     | 12          | 1:05,82     | 9           | 1:06,44     | 14          | 4:23,41 | 9.      | [ 32 ] |

### Curling
| Drużyna                                                    | Konkurencja            | Faza grupowa       | Faza grupowa                        | Faza grupowa              | Faza grupowa     | Faza grupowa              | Faza grupowa              | Faza grupowa                         | Faza grupowa            | Faza grupowa       | Faza grupowa | Półfinały        | Finał/3.miejsce  | Pozycja | Źródło |
| Drużyna                                                    | Konkurencja            | Przeciwnik Wynik   | Przeciwnik Wynik                    | Przeciwnik Wynik          | Przeciwnik Wynik | Przeciwnik Wynik          | Przeciwnik Wynik          | Przeciwnik Wynik                     | Przeciwnik Wynik        | Przeciwnik Wynik   | Pozycja      | Przeciwnik Wynik | Przeciwnik Wynik | Pozycja | Źródło |
| ---------------------------------------------------------- | ---------------------- | ------------------ | ----------------------------------- | ------------------------- | ---------------- | ------------------------- | ------------------------- | ------------------------------------ | ----------------------- | ------------------ | ------------ | ---------------- | ---------------- | ------- | ------ |
| Han Yu, Wang Rui, Dong Ziqi, Zhang Lijun, Jiang Xindi      | turniej kobiet         | Dania · P 6:7      | Szwajcaria · P 5:7                  | Stany Zjednoczone · P 4:8 | Szwecja · W 9:6  | Korea Południowa · W 6:5  | Japonia · P 2:10          | Rosyjski Komitet Olimpijski · P 5:11 | Wielka Brytania · W 8:4 | Kanada · W 11:9    | 7.           | NQ               | NQ               | 7.      | [ 33 ] |
| Ma Xiuyue, Zou Qiang, Wang Zhiyu, Xu Jingtao, Jiang Dongxu | turniej mężczyzn       | Szwecja · P 4:6    | Rosyjski Komitet Olimpijski · P 4:7 | Dania · W 5:4             | Włochy · W 12:9  | Wielka Brytania · P 6:7   | Stany Zjednoczone · P 6:8 | Kanada · P 8:10                      | Norwegia · W 8:6        | Szwajcaria · W 6:5 | 5.           | NQ               | NQ               | 5.      | [ 34 ] |
| Fan Suyuan, Ling Zhi                                       | turniej par mieszanych | Szwajcaria · W 7:6 | Australia · W 6:5                   | Szwecja · P 6:7           | Kanada · P 6:8   | Stany Zjednoczone · P 5:7 | Norwegia · P 6:9          | Wielka Brytania · P 5:6              | Włochy · P 4:8          | Czechy · P 6:8     | 9.           | NQ               | NQ               | 9.      | [ 35 ] |

### Hokej na lodzie
| Drużyna                                            | Konkurencja      | Faza grupowa            | Faza grupowa     | Faza grupowa     | Faza grupowa     | Faza grupowa | Runda kwalifikacyjna | Ćwierćfinały     | Półfinały        | Finał            | Pozycja | Źródło |
| Drużyna                                            | Konkurencja      | Przeciwnik Wynik        | Przeciwnik Wynik | Przeciwnik Wynik | Przeciwnik Wynik | Pozycja      | Przeciwnik Wynik     | Przeciwnik Wynik | Przeciwnik Wynik | Przeciwnik Wynik | Pozycja | Źródło |
| -------------------------------------------------- | ---------------- | ----------------------- | ---------------- | ---------------- | ---------------- | ------------ | -------------------- | ---------------- | ---------------- | ---------------- | ------- | ------ |
| Reprezentacja Chińskiej Republiki Ludowej kobiet   | turniej kobiet   | Czechy P 1:3            | Dania W 3:1      | Japonia W 2:1    | Szwecja P 1:2    | 4.           | —                    | NQ               | NQ               | NQ               | 9.      | [ 36 ] |
| Reprezentacja Chińskiej Republiki Ludowej mężczyzn | turniej mężczyzn | Stany Zjednoczone P 0:8 | Niemcy P 2:3     | Kanada P 0:5     | —                | 4. q         | Kanada P 2:7         | NQ               | NQ               | NQ               | 12.     | [ 37 ] |

Skład reprezentacji Chińskiej Republiki Ludowej kobiet
Bramkarki: Chan Tia, Kimberly Newell, Wang Yuqing, Obrończynie: Anna Fairman, Li Qianhua, Liu Zhixin, Wong Camryn Elise, Wong Jessica, Yu Baiwei, Zhao Qinan, Napastniczki: Kassy Betinol, Fang Xin, Guan Yingying, He Xin, Rebekah Kolstad, Rachel Llanes, Leah Lum, Taylor Lum, Hannah Miller, Anna Segedi, Madison Woo, Zhang Mengying, Zhu Rui, Trener: Brian Idalski
Skład reprezentacji Chińskiej Republiki Ludowej mężczyzn
Bramkarze: Pengfei Han, Shimisi Jieruimi, Yongli Ouban; Obrońcy: Zimeng Chen, Aoxibofu Dannisi, Kailiaosi Jieke, Jie Liu, Sioulaoer Ruian, Ruinan Yan, Junjie Yuan, Pengfei Zhang, Enlai Zheng; Napastnicy: Jiang Fu, Shuai Fu, Jianing Guo, An Jian, Jinguang Je, Juncheng Yan, Jia Luo, Taile Wang, Ruike Wei, Rudi Ying, Xudong Xiang, Wei Zhong, Zesen Zhang; Trener: Ivano Zanatta

### Kombinacja norweska
| Zawodnik                                   | Konkurencja                     | Skok                 | Skok                      | Skok    | Bieg                                    | Bieg     | Bieg    | Miejsce | Źródło |
| Zawodnik                                   | Konkurencja                     | Odległość            | Punkty                    | Miejsce | Czas                                    | Strata   | Miejsce | Miejsce | Źródło |
| ------------------------------------------ | ------------------------------- | -------------------- | ------------------------- | ------- | --------------------------------------- | -------- | ------- | ------- | ------ |
| Zhao Jiawen                                | skocznia normalna/bieg na 10 km | 81,0                 | 59,0                      | 42.     | 33:29,8                                 | +8:22,1  | 43.     | 43.     | [ 38 ] |
| Zhao Jiawen                                | skocznia duża/bieg na 10 km     | 93,0                 | 32,7                      | 46.     | 29:33,1                                 | +9:27,8  | 45.     | 47.     | [ 38 ] |
| Zhao Jiawen Guo Yuhao Zhao Zihe Fan Haibin | drużynowo                       | 98,0 93,5 81,5 106,5 | 54,6 47,8 16,0 66,3 184.7 | 10.     | 13:53,2 13:42,7 14:23,0 16:08,2 58:07,1 | +13:50,0 | 10.     | 10.     | [ 39 ] |

### Łyżwiarstwo figurowe
| Zawodnik              | Konkurencja   | SP / RD | SP / RD | FS / FD | FS / FD | Nota łączna | Nota łączna | Źródło |
| Zawodnik              | Konkurencja   | Punkty  | Poz.    | Punkty  | Poz.    | Punkty      | Poz.        | Źródło |
| --------------------- | ------------- | ------- | ------- | ------- | ------- | ----------- | ----------- | ------ |
| Han Cong Sui Wenjing  | pary sportowe | 84,41   | 1. Q    | 155,47  | 1.      | 239,88      | złoto       | [ 40 ] |
| Jin Boyang            | soliści       | 90,98   | 11. Q   | 179,45  | 8.      | 270,43      | 9.          | [ 41 ] |
| Jin Yang Peng Cheng   | pary sportowe | 76,10   | 5. Q    | 138,74  | 6.      | 214,84      | 5.          | [ 42 ] |
| Wang Shiyue Liu Xinyu | pary taneczne | 73,41   | 12. Q   | 111,01  | 12.     | 184,42      | 12.         | [ 43 ] |
| Zhu Yi                | solistki      | 53,44   | 27.     | NQ      | NQ      | 53,44       | 27.         | [ 44 ] |

drużynowo
| Zawodnicy                                                                                           | Konkurencja      | Soliści       | Soliści        | Solistki      | Solistki      | Pary sportowe  | Pary sportowe   | Pary taneczne | Pary taneczne  | Wynik  | Wynik   | Źródło |
| Zawodnicy                                                                                           | Konkurencja      | SP            | FS             | SP            | FS            | SP             | FS              | RD            | FD             | Punkty | Miejsce |        |
| --------------------------------------------------------------------------------------------------- | ---------------- | ------------- | -------------- | ------------- | ------------- | -------------- | --------------- | ------------- | -------------- | ------ | ------- | ------ |
| Jin Boyang, Zhu Yi, Sui Wenjing / Han Cong (SP) Peng Cheng / Jin Yang (FS), Wang Shiyue / Liu Xinyu | zawody drużynowe | 82,87 (5 pkt) | 155,04 (7 pkt) | 47,03 (1 pkt) | 91,41 (6 pkt) | 82,83 (10 pkt) | 131,.75 (8 pkt) | 74,66 (6 pkt) | 107,18 (7 pkt) | 50     | 5.      | [ 45 ] |

### Łyżwiarstwo szybkie
| Zawodnik       | Konkurencja     | Finał   | Finał  | Finał   | Źródło |
| Zawodnik       | Konkurencja     | Czas    | Strata | Miejsce | Źródło |
| -------------- | --------------- | ------- | ------ | ------- | ------ |
| Ahenaer Adake] | 1500 m kobiet   | 1:58,59 | +5,31  | 17.     | [ 46 ] |
| Ahenaer Adake] | 3000 m kobiet   | 4:12,28 | +15,35 | 17.     | [ 46 ] |
| Gao Tingyu     | 500 m mężczyzn  | 34,32   | -      | złoto   | [ 47 ] |
| Han Mei        | 1500 m kobiet   | 1:56,08 | +2,80  | 11.     | [ 48 ] |
| Han Mei        | 3000 m kobiet   | 4:07,74 | +10,81 | 15.     | [ 48 ] |
| Han Mei        | 5000 m kobiet   | 7:08,37 | +24,86 | 11.     | [ 48 ] |
| Jin Jingzhu    | 500 m kobiet    | 37,88   | +0,94  | 12.     | [ 49 ] |
| Jin Jingzhu    | 1000 m kobiet   | 1:16,90 | +3,71  | 22.     | [ 49 ] |
| Li Qishi       | 1000 m kobiet   | 1:15,99 | +2,80  | 14.     | [ 50 ] |
| Lian Ziwen     | 1000 m mężczyzn | 1:09,93 | +2,01  | 19.     | [ 51 ] |
| Lian Ziwen     | 1500 m mężczyzn | 1:49,15 | +5,94  | 27.     | [ 51 ] |
| Ning Zhongyan  | 1000 m mężczyzn | 1:08,60 | +0,68  | 5.      | [ 52 ] |
| Ning Zhongyan  | 1500 m mężczyzn | 1:45,28 | +2,07  | 7.      | [ 52 ] |
| Tian Ruining   | 500 m kobiet    | 37,982  | +0,93  | 14.     | [ 53 ] |
| Wang Haotian   | 1500 m mężczyzn | 1:47,13 | +3,92  | 20.     | [ 54 ] |
| Yang Tao       | 500 m mężczyzn  | 35,162  | +0,84  | 22.     | [ 55 ] |
| Yin Qi         | 1000 m kobiet   | 1:16,00 | +2,81  | 15.     | [ 56 ] |
| Yin Qi         | 1500 m kobiet   | 1:57,00 | +3,72  | 15.     | [ 56 ] |

| Zawodnik      | Konkurencja          | Półfinał | Półfinał | Półfinał | Finał   | Finał  | Finał   | Miejsce | Źródło |
| Zawodnik      | Konkurencja          | Czas     | Punkty   | Miejsce  | Czas    | Punkty | Miejsce | Miejsce | Źródło |
| ------------- | -------------------- | -------- | -------- | -------- | ------- | ------ | ------- | ------- | ------ |
| Guo Dan       | bieg masowy kobiet   | 8:34,39  | 21       | 3. Q     | 8:18,61 | 0      | 13.     | 13.     | [ 57 ] |
| Li Qishi      | bieg masowy kobiet   | 8:29,01  | 23       | 3. Q     | DSQ     | DSQ    | DSQ     | 16.     | [ 50 ] |
| Ning Zhongyan | bieg masowy mężczyzn | 7:56,75  | 20       | 3. Q     | 7:48,07 | 0      | 12.     | 12.     | [ 52 ] |
| Wang Haotian  | bieg masowy mężczyzn | 7:46,30  | 0        | 12.      | DSQ     | DSQ    | DSQ     | 23.     | [ 54 ] |

drużynowo
| Zawodnicy                      | Konkurencja             | Ćwierćfinał | Ćwierćfinał | Półfinał | Półfinał | Finał           | Finał   | Miejsce |
| Zawodnicy                      | Konkurencja             | Czas        | Miejsce     | Czas     | Miejsce  | Czas            | Miejsce | Miejsce |
| ------------------------------ | ----------------------- | ----------- | ----------- | -------- | -------- | --------------- | ------- | ------- |
| Ahenaer Adake Han Mei Li Qishi | bieg drużynowy kobiet   | 3:00,58     | 5. FC       | NQ       | NQ       | Finał C 2:58.33 | 5.      | 5.      |
| Lian Ziwen Wang Haotian Xu Fu  | bieg drużynowy mężczyzn | 3:52,25     | 8. FD       | NQ       | NQ       | Finał D 3:53.58 | 8.      | 8.      |

### Narciarstwo alpejskie
| Zawodnik       | Konkurencja              | 1 przejazd | 1 przejazd | 2 przejazd | 2 przejazd | Łącznie | Łącznie | Źródło |
| Zawodnik       | Konkurencja              | Czas       | Pozycja    | Czas       | Pozycja    | Czas    | Pozycja | Źródło |
| -------------- | ------------------------ | ---------- | ---------- | ---------- | ---------- | ------- | ------- | ------ |
| Kong Fanying   | slalom kobiet            | 1:05,97    | 54.        | 1:05,98    | 47.        | 2:11,95 | 47.     | [ 58 ] |
| Kong Fanying   | slalom gigant kobiet     | 1:08,25    | 50.        | 1:07,17    | 41.        | 2:15,42 | 40.     | [ 58 ] |
| Kong Fanying   | supergigant kobiet       | —          | —          | —          | —          | 1:23.51 | 41.     | [ 58 ] |
| Kong Fanying   | superkombinacja kobiet   | 1:41,95    | 24.        | 1:05,73    | 15.        | 2:47,68 | 15.     | [ 58 ] |
| Kong Fanying   | zjazd kobiet             | —          | —          | —          | —          | 1:44.53 | 31.     | [ 58 ] |
| Ni Yueming     | slalom kobiet            | DNF        | DNF        | NQ         | NQ         | DNF     | DNF     | [ 59 ] |
| Ni Yueming     | slalom gigant kobiet     | 1:08,75    | 53.        | 1:08,31    | 43.        | 2:17,06 | 44.     | [ 59 ] |
| Ni Yueming     | supergigant kobiet       | —          | —          | —          | —          | 1:22.59 | 40.     | [ 59 ] |
| Xu Mingfu      | slalom mężczyzn          | DNF        | DNF        | NQ         | NQ         | DNF     | DNF     | [ 60 ] |
| Xu Mingfu      | slalom gigant mężczyzn   | 1:15,96    | 41.        | 1:17,26    | 31.        | 2:33,22 | 33.     | [ 60 ] |
| Xu Mingfu      | supergigant mężczyzn     | —          | —          | —          | —          | DNF     | DNF     | [ 60 ] |
| Xu Mingfu      | superkombinacja mężczyzn | 1:55,32    | 24.        | 1:05,08    | 17.        | 3:00,40 | 17.     | [ 60 ] |
| Xu Mingfu      | zjazd mężczyzn           | —          | —          | —          | —          | 1:56,93 | 36.     | [ 60 ] |
| Zhang Yangming | slalom mężczyzn          | DNF        | DNF        | NQ         | NQ         | DNF     | DNF     | [ 61 ] |
| Zhang Yangming | slalom gigant mężczyzn   | 1:15,66    | 40.        | 1:19,51    | 35.        | 2:35,17 | 36.     | [ 61 ] |
| Zhang Yangming | supergigant mężczyzn     | —          | —          | —          | —          | 1:29.39 | 33.     | [ 61 ] |
| Zhang Yangming | superkombinacja mężczyzn | 1:55,25    | 23.        | 54,47      | 13.        | 2:49,72 | 16.     | [ 61 ] |
| Zhang Yangming | zjazd mężczyzn           | —          | —          | —          | —          | DNF     | DNF     | [ 61 ] |

drużynowe
| Zawodnicy                                        | Konkurencja      | 1/8 finału         | Ćwierćfinał      | Półfinał         | Mecz o brązowy medal | Finał            | Miejsce | Źródło |
| Zawodnicy                                        | Konkurencja      | Przeciwnik Wynik   | Przeciwnik Wynik | Przeciwnik Wynik | Przeciwnik Wynik     | Przeciwnik Wynik | Miejsce | Źródło |
| ------------------------------------------------ | ---------------- | ------------------ | ---------------- | ---------------- | -------------------- | ---------------- | ------- | ------ |
| Kong Fanying Ni Yueming Xu Mingfu Zhang Yangming | zawody drużynowe | Szwajcaria · P 0–4 | NQ               | NQ               | NQ                   | NQ               | 15.     | [ 62 ] |

### Narciarstwo dowolne
big air, halfpipe i slopestyle
| Zawodnik      | Konkurencja         | Kwalifikacje | Kwalifikacje | Kwalifikacje | Kwalifikacje | Kwalifikacje | Finał | Finał | Finał | Finał  | Miejsce | Źródło |
| Zawodnik      | Konkurencja         | Z1           | Z2           | Z3           | W            | M            | Z1    | Z2    | Z3    | W      | Miejsce | Źródło |
| ------------- | ------------------- | ------------ | ------------ | ------------ | ------------ | ------------ | ----- | ----- | ----- | ------ | ------- | ------ |
| Eileen Gu     | big air kobiet      | 89,00        | 24,50        | 72,25        | 161,25       | 5. Q         | 93,75 | 88,50 | 94,50 | 188,25 | złoto   | [ 63 ] |
| Eileen Gu     | halfpipe kobiet     | 93,75        | 95,50        | —            | 95,50        | 1. Q         | 93,25 | 95,25 | 30,00 | 95,25  | złoto   | [ 63 ] |
| Eileen Gu     | slopestyle kobiet   | 57,28        | 79,38        | —            | 79,38        | 3. Q         | 69,90 | 16,98 | 86,23 | 86,23  | srebro  | [ 63 ] |
| He Binghan    | halfpipe mężczyzn   | 45,00        | 17,75        | —            | 45,00        | 21.          | NQ    | NQ    | NQ    | NQ     | 21.     | [ 64 ] |
| He Jinbo      | big air mężczyzn    | 45,25        | 36,75        | 49,00        | 85,75        | 27.          | NQ    | NQ    | NQ    | NQ     | 27.     | [ 65 ] |
| He Jinbo      | slopestyle mężczyzn | 42,83        | 20,85        | —            | 42,83        | 22.          | NQ    | NQ    | NQ    | NQ     | 22.     | [ 65 ] |
| Li Fanghui    | halfpipe kobiet     | 84,75        | 19,25        | —            | 84,75        | 7. Q         | 81,75 | 86,50 | 16,75 | 86,50  | 5.      | [ 66 ] |
| Mao Bingqiang | halfpipe mężczyzn   | 62,75        | 66,25        | —            | 66,25        | 14.          | NQ    | NQ    | NQ    | NQ     | 14.     | [ 67 ] |
| Sun Jingbo    | halfpipe mężczyzn   | 4,25         | 48,75        | —            | 48,75        | 18.          | NQ    | NQ    | NQ    | NQ     | 18.     | [ 68 ] |
| Wang Haizhuo  | halfpipe mężczyzn   | 37,00        | 9,25         | —            | 37,00        | 22.          | NQ    | NQ    | NQ    | NQ     | 22.     | [ 69 ] |
| Wu Meng       | halfpipe kobiet     | 12,50        | 67,75        | —            | 67,75        | 16.          | NQ    | NQ    | NQ    | NQ     | 16.     | [ 70 ] |
| Yang Shuorui  | big air kobiet      | 38,25        | 40,50        | 55,50        | 96,00        | 20.          | NQ    | NQ    | NQ    | NQ     | 20.     | [ 71 ] |
| Yang Shuorui  | slopestyle kobiet   | 18,46        | 39,05        | —            | 39,05        | 23.          | NQ    | NQ    | NQ    | NQ     | 23.     | [ 71 ] |
| Zhang Kexin   | halfpipe kobiet     | 77,50        | 86,50        | —            | 86,50        | 5. Q         | 78,75 | 25,75 | 3,25  | 78,75  | 7.      | [ 72 ] |

jazda po muldach
| Zawodnicy | Konkurencja               | Kwalifikacje | Kwalifikacje | Kwalifikacje | Kwalifikacje | Kwalifikacje | Kwalifikacje | Finał      | Finał      | Finał      | Finał      | Finał      | Finał      | Finał      | Finał      | Finał      | Miejsce | Źródło |
| Zawodnicy | Konkurencja               | Przejazd 1   | Przejazd 1   | Przejazd 1   | Przejazd 2   | Przejazd 2   | Przejazd 2   | Przejazd 1 | Przejazd 1 | Przejazd 1 | Przejazd 2 | Przejazd 2 | Przejazd 2 | Przejazd 3 | Przejazd 3 | Przejazd 3 | Miejsce | Źródło |
| Zawodnicy | Konkurencja               | Czas         | Punkty       | Miejsce      | Czas         | Punkty       | Miejsce      | Czas       | Punkty     | Miejsce    | Czas       | Punkty     | Miejsce    | Czas       | Punkty     | Miejsce    | Miejsce | Źródło |
| --------- | ------------------------- | ------------ | ------------ | ------------ | ------------ | ------------ | ------------ | ---------- | ---------- | ---------- | ---------- | ---------- | ---------- | ---------- | ---------- | ---------- | ------- | ------ |
| Li Nan    | jazda po muldach kobiet   | 31,76        | 63,32        | 19.          | 46,17        | 63,32        | 15.          | NQ         | NQ         | NQ         | NQ         | NQ         | NQ         | NQ         | NQ         | NQ         | 25.     | [ 73 ] |
| Zhao Yang | jazda po muldach mężczyzn | 28,09        | 61,47        | 28.          | 26,42        | 64,95        | 20.          | NQ         | NQ         | NQ         | NQ         | NQ         | NQ         | NQ         | NQ         | NQ         | 30.     | [ 74 ] |

skicross
| Zawodnicy   | Konkurencja     | Rozstawienie | Rozstawienie | 1/8 finału | Ćwierćfinał | Półfinał | Finał   | Finał   | Źródło |
| Zawodnicy   | Konkurencja     | Czas         | Miejsce      | Pozycja    | Pozycja     | Pozycja  | Pozycja | Miejsce | Źródło |
| ----------- | --------------- | ------------ | ------------ | ---------- | ----------- | -------- | ------- | ------- | ------ |
| Pu Rui      | skicross kobiet | 1:30,01      | 25.          | 4.         | NQ          | NQ       | NQ      | 25.     | [ 75 ] |
| Ran Hongyan | skicross kobiet | 1:25,85      | 24.          | 3.         | NQ          | NQ       | NQ      | 24.     | [ 76 ] |

skoki akrobatyczne
| Zawodnik     | Konkurencja                 | Kwalifikacje | Kwalifikacje | Kwalifikacje | Kwalifikacje | Finał  | Finał  | Finał | Finał  | Miejsce | Źródło |
| Zawodnik     | Konkurencja                 | R1           | M            | R2           | M            | Z1     | Z2     | M     | Z3     | Miejsce | Źródło |
| ------------ | --------------------------- | ------------ | ------------ | ------------ | ------------ | ------ | ------ | ----- | ------ | ------- | ------ |
| Jia Zongyang | skoki akrobatyczne mężczyzn | 125,67       | 2. Q         | BYE          | BYE          | 123,45 | 88,69  | 7.    | NQ     | 7.      | [ 77 ] |
| Kong Fanyu   | skoki akrobatyczne kobiet   | 83,78        | 9.           | 81,99        | 4. Q         | 102,71 | 62,24  | 3. Q  | 59,67  | 6.      | [ 78 ] |
| Qi Guangpu   | skoki akrobatyczne mężczyzn | 127,88       | 1. Q         | BYE          | BYE          | 125,22 | 114,48 | 4. Q  | 129,00 | złoto   | [ 79 ] |
| Shao Qi      | skoki akrobatyczne kobiet   | 77,49        | 15.          | 54,90        | 11.          | NQ     | NQ     | NQ    | NQ     | 17.     | [ 80 ] |
| Sun Jiaxu    | skoki akrobatyczne mężczyzn | 85,40        | 23.          | 110,86       | 12.          | NQ     | NQ     | NQ    | NQ     | 18.     | [ 81 ] |
| Wang Xindi   | skoki akrobatyczne mężczyzn | 114,60       | 12.          | 98,19        | 8.           | NQ     | NQ     | NQ    | NQ     | 14.     | [ 82 ] |
| Xu Mengtao   | skoki akrobatyczne kobiet   | 101,10       | 3. Q         | BYE          | BYE          | 103,89 | DNS    | 2. Q  | 108,61 | złoto   | [ 83 ] |

| Zawodnik                           | Konkurencja                          | Finał I                    | Finał I | Finał II                   | Finał II | Miejsce | Źródło |
| Zawodnik                           | Konkurencja                          | W                          | M       | W                          | M        | Miejsce | Źródło |
| ---------------------------------- | ------------------------------------ | -------------------------- | ------- | -------------------------- | -------- | ------- | ------ |
| Xu Mengtao Jia Zongyang Qi Guangpu | skoki akrobatyczne drużyn mieszanych | 336,89 94,01 124,78 118,10 | 1. Q    | 324,22 106,03 96,02 122,17 | 2.       | srebro  | [ 84 ] |

### Saneczkarstwo
| Zawodniczka            | Konkurencja      | 1. przejazd | 1. przejazd | 2. przejazd | 2. przejazd | 3. przejazd | 3. przejazd | 4. przejazd | 4. przejazd | Suma     | Suma    | Źródło |
| Zawodniczka            | Konkurencja      | Czas        | Miejsce     | Czas        | Miejsce     | Czas        | Miejsce     | Czas        | Miejsce     | Czas     | Miejsce | Źródło |
| ---------------------- | ---------------- | ----------- | ----------- | ----------- | ----------- | ----------- | ----------- | ----------- | ----------- | -------- | ------- | ------ |
| Fan Duoyao             | jedynki mężczyzn | 58,848      | 23.         | 58,883      | 21.         | 58,895      | 25.         | NQ          | NQ          | 2:56,626 | 24.     | [ 85 ] |
| Huang Yebo Peng Junyue | dwójki mężczyzn  | 1:00,732    | 17.         | 1:00,840    | 17.         | —           | —           | —           | —           | 2:01,572 | 17.     | [ 86 ] |
| Wang Peixuan           | jedynki kobiet   | 1:00,986    | 29.         | 1:00,391    | 28.         | 1:00,025    | 28.         | NQ          | NQ          | 3:01,402 | 29.     | [ 87 ] |

### Short track
| Zawodnik                                                  | Konkurencja       | Kwalifikacje | Kwalifikacje | Ćwierćfinał | Ćwierćfinał | Półfinał | Półfinał | Finał/Finał B | Finał/Finał B | Miejsce | Źródło  |
| Zawodnik                                                  | Konkurencja       | Czas         | Pozycja      | Czas        | Pozycja     | Czas     | Pozycja  | Czas          | Pozycja       | Miejsce | Źródło  |
| --------------------------------------------------------- | ----------------- | ------------ | ------------ | ----------- | ----------- | -------- | -------- | ------------- | ------------- | ------- | ------- |
| Fan Kexin                                                 | 500 m kobiet      | 43,275       | 1. Q         | 1:03,594    | 3.          | NQ       | NQ       | NQ            | NQ            | 11.     | [ 88 ]  |
| Han Yutong                                                | 1000 m kobiet     | 1:27,401     | 2. Q         | 1:31.638    | 5.          | NQ       | NQ       | NQ            | NQ            | 18.     | [ 89 ]  |
| Han Yutong                                                | 1500 m kobiet     | —            | —            | 2:10,999    | 5.          | NQ       | NQ       | NQ            | NQ            | 26.     | [ 89 ]  |
| Li Wenlong                                                | 1000 m mężczyzn   | 1:23.140     | 3. q         | 1:30.550    | 2. Q        | 1:26.722 | 2. Q     | 1:29.917      | 2.            | srebro  | [ 90 ]  |
| Qu Chunyu                                                 | 500 m kobiet      | 42.691       | 2. Q         | 43.029      | 2. Q        | DSQ      | DSQ      | NQ            | NQ            | 10.     | [ 91 ]  |
| Qu Chunyu                                                 | 1000 m kobiet     | 1:30.342     | 1. Q         | 1:28.355    | 4.          | NQ       | NQ       | NQ            | NQ            | 13.     | [ 91 ]  |
| Ren Ziwei                                                 | 500 m mężczyzn    | 40.669       | 1. Q         | 40.714      | 3.          | NQ       | NQ       | NQ            | NQ            | 11.     | [ 92 ]  |
| Ren Ziwei                                                 | 1000 m mężczyzn   | 1:23.772     | 1. Q         | 1:34.211    | 2. Q        | 1:26.576 | 1. Q     | 1:26.768      | 1.            | złoto   | [ 92 ]  |
| Ren Ziwei                                                 | 1500 m mężczyzn   | —            | —            | 2:15.084    | 1. Q        | DSQ      | DSQ      | NQ            | NQ            | 21.     | [ 92 ]  |
| Sun Long                                                  | 500 m mężczyzn    | 42.871       | 3. ADV       | 40.779      | 4.          | NQ       | NQ       | NQ            | NQ            | 15.     | [ 93 ]  |
| Sun Long                                                  | 1500 m mężczyzn   | —            | —            | 2:19.244    | 4.          | NQ       | NQ       | NQ            | NQ            | 25.     | [ 93 ]  |
| Wu Dajing                                                 | 500 m mężczyzn    | 40.230       | 1. Q         | 40.528      | 1. Q        | 40.478   | 3. QB    | 41.157        | 1. FB         | 6.      | [ 94 ]  |
| Wu Dajing                                                 | 1000 m mężczyzn   | 1:23.927     | 1. Q         | 1:33.302    | 2. Q        | 1:23.928 | 2. Q     | 1:42.937      | 4.            | 4.      | [ 94 ]  |
| Zhang Chutong                                             | 1000 m kobiet     | 1:27.910     | 3. q         | 1:29.755    | 4.          | NQ       | NQ       | NQ            | NQ            | 15.     | [ 95 ]  |
| Zhang Chutong                                             | 1500 m kobiet     | —            | —            | 2:19.839    | 4. q        | 2:26.717 | 7.       | NQ            | NQ            | 20.     | [ 95 ]  |
| Zhang Tianyi                                              | 1500 m mężczyzn   | —            | —            | DNF         | DNF         | NQ       | NQ       | NQ            | NQ            | 33.     | [ 96 ]  |
| Zhang Yuting                                              | 500 m kobiet      | 43.233       | 2. Q         | 54.211      | 3. ADV      | 43.196   | 2. Q     | 42.803        | 4.            | 4.      | [ 97 ]  |
| Zhang Yuting                                              | 1500 m kobiet     | —            | —            | 2:22.161    | 3. Q        | 2:18.741 | 6.       | NQ            | NQ            | 17.     | [ 97 ]  |
| Han Yutong Qu Chunyu Fan Kexin Zhang Yuting Zhang Chutong | sztafeta kobiet   | —            | —            | —           | —           | 4:04,383 | 2. Q     | 4:03,863      | 3.            | brąz    | [ 98 ]  |
| Wu Dajing Ren Ziwei Sun Long Li Wenlong                   | sztafeta mężczyzn | —            | —            | —           | —           | 6:51,040 | 4. ADV   | 6:51,654      | 5.            | 5.      | [ 99 ]  |
| Qu Chunyu Fan Kexin Wu Dajing Ren Ziwei Zhang Yuting      | sztafeta mieszana | —            | —            | 2:37,535    | 1. Q        | 2:38,783 | 2. Q     | 2:37,348      | 1.            | złoto   | [ 100 ] |

### Skeleton
| Zawodnik    | Konkurencja    | Ślizg 1 | Ślizg 1 | Ślizg 2 | Ślizg 2 | Ślizg 3 | Ślizg 3 | Ślizg 4 | Ślizg 4 | Łącznie | Pozycja | Źródło  |
| Zawodnik    | Konkurencja    | Czas    | Pozycja | Czas    | Pozycja | Czas    | Pozycja | Czas    | Pozycja | Łącznie | Pozycja | Źródło  |
| ----------- | -------------- | ------- | ------- | ------- | ------- | ------- | ------- | ------- | ------- | ------- | ------- | ------- |
| Li Yuxi     | ślizg kobiet   | 1:02,64 | 14.     | 1:02,62 | 9.      | 1:02,39 | 12.     | 1:02,94 | 19.     | 4:10,59 | 14.     | [ 101 ] |
| Yan Wengang | ślizg mężczyzn | 1:00,43 | 3.      | 1:00,65 | 4.      | 1:00,54 | 6.      | 1:00,15 | 1.      | 4:01,77 | brąz    | [ 102 ] |
| Yin Zheng   | ślizg mężczyzn | 1:00,74 | 7.      | 1:00,71 | 5.      | 1:00,40 | 4.      | 1:00,28 | 2.      | 4:02,13 | 5.      | [ 103 ] |
| Zhao Dan    | ślizg kobiet   | 1:02,26 | 3.      | 1:02,40 | 5.      | 1:02,53 | 16.     | 1:02,33 | 9.      | 4:09,52 | 9.      | [ 104 ] |

### Skoki narciarskie
| Zawodnik                                        | Konkurencja                | Kwalifikacje | Kwalifikacje | Kwalifikacje | Runda 1.            | Runda 1.                  | Runda 1. | Runda 2.  | Runda 2. | Runda 2. | Suma   | Suma    | Źrodło  |
| Zawodnik                                        | Konkurencja                | Odległość    | Punkty       | Miejsce      | Odległość           | Punkty                    | Miejsce  | Odległość | Punkty   | Miejsce  | Punkty | Miejsce | Źrodło  |
| ----------------------------------------------- | -------------------------- | ------------ | ------------ | ------------ | ------------------- | ------------------------- | -------- | --------- | -------- | -------- | ------ | ------- | ------- |
| Dong Bing                                       | skocznia normalna kobiet   | —            | —            | —            | 73,0                | 57,3                      | 31.      | NQ        | NQ       | NQ       | 57,3   | 31.     | [ 105 ] |
| Peng Qingyue                                    | skocznia normalna kobiet   | —            | —            | —            | 63,5                | 31,3                      | 38.      | NQ        | NQ       | NQ       | 31,3   | 38.     | [ 106 ] |
| Song Qiwu                                       | skocznia normalna mężczyzn | 61,5         | 24,3         | 53.          | NQ                  | NQ                        | NQ       | NQ        | NQ       | NQ       | -      | 53.     | [ 107 ] |
| Song Qiwu                                       | skocznia duża mężczyzn     | 94,5         | 50,7         | 55.          | NQ                  | NQ                        | NQ       | NQ        | NQ       | NQ       | -      | 55.     | [ 107 ] |
| Zhen Weijie, Lü Yixin, Song Qiwu, Zhou Xiaoyang | konkurs drużynowy mężczyzn | —            | —            | —            | 84,0 90,0 86,0      | 13,5 35,3 31,7 34,5 115,0 | 11.      | NQ        | NQ       | NQ       | 115,0  | 11.     | [ 108 ] |
| Dong Bing Song Qiwu Peng Qingyue Zhao Jiawen    | konkurs drużyn mieszanych  | —            | —            | —            | 76,0 71,5 65,0 74,0 | 69,4 57,7 42,0 60,7 229,8 | 10.      | NQ        | NQ       | NQ       | 229,8  | 10.     | [ 109 ] |

### Snowboarding
freestyle
| Zawodnik     | Konkurencja         | Kwalifikacje | Kwalifikacje | Kwalifikacje | Kwalifikacje | Kwalifikacje | Finał | Finał | Finał | Finał  | Miejsce | Źródło  |
| Zawodnik     | Konkurencja         | Z1           | Z2           | Z3           | W            | M            | Z1    | Z2    | Z3    | W      | Miejsce | Źródło  |
| ------------ | ------------------- | ------------ | ------------ | ------------ | ------------ | ------------ | ----- | ----- | ----- | ------ | ------- | ------- |
| Cai Xuetong  | halfpipe kobiet     | 83,25        | 55,50        | —            | 83,25        | 3. Q         | 81,25 | 64,50 | 75,00 | 81,25  | 4.      | [ 110 ] |
| Fan Xiaobing | halfpipe mężczyzn   | 39,00        | 44,00        | —            | 44,00        | 16.          | NQ    | NQ    | NQ    | NQ     | 16.     | [ 111 ] |
| Gao Hongbo   | halfpipe mężczyzn   | 15,00        | DNS          | —            | 15,00        | 25.          | NQ    | NQ    | NQ    | NQ     | 25.     | [ 112 ] |
| Gu Ao        | halfpipe mężczyzn   | 50,25        | 58,50        | —            | 58,50        | 14.          | NQ    | NQ    | NQ    | NQ     | 14.     | [ 113 ] |
| Liu Jiayu    | halfpipe kobiet     | 15,25        | 72,25        | —            | 72,25        | 7. Q         | 11,25 | 4,75  | 73,50 | 73,50  | 8.      | [ 114 ] |
| Qiu Leng     | halfpipe kobiet     | 63,50        | 66,25        | —            | 66,25        | 12. Q        | 53,75 | 9,50  | 18,75 | 53,75  | 12.     | [ 115 ] |
| Rong Ge      | big air kobiet      | 10,75        | 64,00        | 65,75        | 129,75       | 9. Q         | 29,00 | 85,75 | 74,25 | 160,00 | 5.      | [ 116 ] |
| Rong Ge      | slopestyle kobiet   | 29,36        | 13,01        | —            | 29,36        | 25.          | NQ    | NQ    | NQ    | NQ     | 25.     | [ 116 ] |
| Su Yiming    | big air mężczyzn    | 92,50        | 62,75        | 28,00        | 155,25       | 5. Q         | 89,50 | 93,00 | 33,00 | 182,50 | złoto   | [ 117 ] |
| Su Yiming    | slopestyle mężczyzn | 86,80        | 41,93        | —            | 86,80        | 1. Q         | 78,38 | 88,70 | 66,58 | 88,70  | srebro  | [ 117 ] |
| Wang Ziyang  | halfpipe mężczyzn   | 50,25        | 58,50        | —            | 58,50        | 21.          | NQ    | NQ    | NQ    | NQ     | 21.     | [ 118 ] |
| Wu Shaotong  | halfpipe kobiet     | 10,25        | 16,75        | —            | 16,75        | 22.          | NQ    | NQ    | NQ    | NQ     | 22.     | [ 119 ] |

równoległy
| Zawodnik     | Konkurencja                | Rozstawienie | Rozstawienie | 1/8 finału      | Ćwierćfinał     | Półfinał        | Finał           | Finał   | Miejsce | Źródło  |
| Zawodnik     | Konkurencja                | Czas         | Miejsce      | Przeciwnik Czas | Przeciwnik Czas | Przeciwnik Czas | Przeciwnik Czas | Miejsce | Miejsce | Źródło  |
| ------------ | -------------------------- | ------------ | ------------ | --------------- | --------------- | --------------- | --------------- | ------- | ------- | ------- |
| Bi Ye        | slalom równoległy mężczyzn | 1:23.53      | 22.          | NQ              | NQ              | NQ              | NQ              | NQ      | 22.     | [ 120 ] |
| Gong Naiying | slalom równoległy kobiet   | 1:29.31      | 19.          | NQ              | NQ              | NQ              | NQ              | NQ      | 19.     | [ 121 ] |
| Zang Ruxin   | slalom równoległy kobiet   | 1:37.48      | 25.          | NQ              | NQ              | NQ              | NQ              | NQ      | 25.     | [ 122 ] |

snowboard cross
| Zawodnik | Konkurencja            | Rozstawienie | Rozstawienie | 1/8 finału | Ćwierćfinał | Półfinał | Finał   | Miejsce | Źródło  |
| Zawodnik | Konkurencja            | Czas         | Miejsce      | Pozycja    | Pozycja     | Pozycja  | Pozycja | Miejsce | Źródło  |
| -------- | ---------------------- | ------------ | ------------ | ---------- | ----------- | -------- | ------- | ------- | ------- |
| Feng He  | snowboard cross kobiet | 1:31.2       | 30.          | 4.         | NQ          | NQ       | NQ      | 30.     | [ 123 ] |